# Reina Aleena the Hedgehog
La reina Aleena Hedgehog es un personaje ficticio de la serie animada de televisión, Sonic Underground, la cual tiene lugar en un universo alternativo al de las otras series de Sonic. En este universo, es la madre de los trillizos Sonic, Sonia y Manic.

## Apariencia
La reina Aleena es una erizo antropomórfica con una actitud muy tranquila. En cuanto al vestuario, la reina Aleena lleva un vestido largo con mangas largas y no tiene guantes, tiene un cinturón con un rombo en frente y un círculo. Debajo del cinturón lleva un amuleto en forma de búmeran y con un rombo en la punta. Tiene una capa de color oro y unos zapatos apenas visibles de color blanco. Cuando renunció a sus hijos, tenía puesto un vestido verde azulado con blanco, un círculo grande color amarillo y el cabello cubierto con una cobija púrpura. 
A diferencia de sus hijos, no tiene púas, pero sí un cabello largo de color violeta oscuro con una corona de tres rombos y un círculo en cada rombo, detrás de los ojos es púrpura y tiene tres pestañas.

## Historia
La reina Aleena es una de las herederas del trono de Mobius. Se profetizó que iba a gobernar con sus hijos como el Consejo de los Cuatro, pero para que esto se cumpliera tenía que renunciar a sus hijos poco después de su nacimiento, ya que si no lo hacía, no se compliría la profecía y todo acabaría.
- Datos: Q6104576